# Кларксон, Дэвид
Дэ́вид Кла́рксон (англ. David Clarkson; 31 марта 1984, Торонто, Канада) — канадский хоккеист, правый нападающий.

## Карьера
В 2003 году в составе «Китченер Рейнджерс» выиграл Кубок Джей Росса Робертсона и Мемориальный кубок.
Будучи незадрафтованным в августе 2005 года был подписан клубом «Нью-Джерси Девилз» как свободный агент. Кларксон отыграл 2 сезона в АХЛ перед вызовом в основной состав.
Дебютировал в НХЛ в марте 2007 года в матче выездном против «Каролины Харрикейнз». Первый гол забил в следующей игре против «Каролины», проигранном со счетом 2-7. Сезон 2006/07 закончил в основном составе «Нью-Джерси», сыграв 3 матча в плей-офф. В следующем сезоне стал основным защитником команды.
Участник матча молодых звёзд НХЛ (2008).
Во время локаута подписал контракт на год с австрийским «Ред Буллом».
5 июля 2013 года как неограниченно свободный агент подписал контракт на 7 лет с «Торонто». Сумма контракта составила $ 36,75 млн.
22 сентября 2013 года во время предсезонного матча с «Баффало Сейбрз» выбежал со скамейки и участвовал в драке, за что получил автоматическую дисквалификацию от НХЛ на 10 матчей.
Посреди сезона 2014/15 был обменян в «Коламбус Блю Джекетс» на Натана Хортона.
С 11 марта 2016 года не провел ни одной игры из-за хронических болей в спине. На драфте расширения 2017 контракт Кларксона был взят «Вегасом» в обмен на пик 1-го раунда драфта 2017 и 2-го в 2019. Летом 2019 года права на игрока были обменяны в «Торонто» вместе с пиком 4 раунда 2020 года на Гаррета Спаркса.

## Статистика
| Легенда | Легенда                    | Легенда | Легенда                   | Легенда | Легенда    |
| ------- | -------------------------- | ------- | ------------------------- | ------- | ---------- |
| И       | Количество проведённых игр | Штр     | Штрафное время            | +/−     | Плюс-минус |
| Г       | Голы                       | П       | Голевые передачи          | О       | Очки       |
| -       | Статистика неизвестна      | —       | Статистика не учитывалась |         |            |